# 한국수목원관리원
한국수목원관리원(韓國樹木院管理院)은 대한민국 산림청 소속 위탁집행형 준정부기관이다. 세종시 정부2청사로 10 SM타워 3층에 위치하고 있다.

## 조직

### 한국수목원관리원장

#### 연구지원과
- 행정지원실
- 고객지원실
- 보호관리실

#### 연구기획팀
- 기획예산실
- 대외협력실
- 생물다양성정보화실

#### 산림생물조사과
- 산림생물표본관
- 식물분류연구실
- 곤충분류연구실
- 미생물분류연구실

#### 산림자원보존과
- 산림생물다양성연구실
- 광릉숲및시험림연구실
- 희귀특산식물연구실
- 식물종자보전연구실

#### 전시교육연구과
- 수목원정원연구실
- 산림박물관
- 수목원종관리센터
- 열대식물연구센터
- 수목원교육센터

#### DMZ자생식물관리과
- 연구지원실
- DMZ보존원연구실
- DMZ생물다양성연구실

#### 유용식물증식센터
- 유용식물연구원
- 대량증식연구실